# NGC 1140
NGC 1140 is een spiraalvormig sterrenstelsel in het sterrenbeeld Eridanus. Het hemelobject werd op 22 november 1785 ontdekt door de Duits-Britse astronoom William Herschel.

## Synoniemen
- PGC 10966
- MCG -2-8-19
- MK 1063
- VV 482
- IRAS02521-1013